# Aeroportul Misrata
Aeroportul Misrata (IATA: MRA, ICAO: HLMS) este un aeroport din Misratah, Districtul Misratah, Libia ce deservește zona Tripolitania. A fost deschis în 1939.
Situat la o altitudine de 18 m, aeroportul dispune de 1 pistă.

## Infrastructură

### Piste
Aeroportul dispune de o singură pistă. Pista 15/33 are suprafața de asfalt. 